# Бузаево (Московская область)
Бузаево — деревня в Одинцовском районе Московской области, расположенная на Рублёво-Успенском шоссе. Входит в состав муниципального образования «сельское поселение Успенское».

## История
Первые сведения о деревне Бузаево относятся к началу XVI в., когда разъезжая грамота 1504 г. среди прочих упоминает деревню Бузаевскую некоего Ивана Семенова.
В последней четверти XVI в. Бузаево было уже селом, где имелась церковь Живоначальной Троицы, и принадлежало дьяку Елизарию Вылузгину.
Елизар Данилович Вылузгин начал свою карьеру в последние годы правления царя Ивана IV. В качестве подьячего он впервые упоминается в 1581 г. при встрече посланца римского папы Антонио Поссевино, а затем до конца жизни служит в Поместном приказе. Вероятно, он умел хорошо ориентироваться во всех тонкостях придворной борьбы, и поэтому Борис Годунов не случайно направляет его в качестве дьяка вместе с будущим царем Василием Шуйским в мае 1591 г. вести расследование по делу о смерти царевича Дмитрия. Несомненно, поручение это было выполнено дьяком успешно, и в феврале 1595 г. он упомянут источником в качестве «ближнего дьяка», а затем получает повышение и становится думным дьяком. Сведений о нём сохранилось немного. Скончался он в начале XVII в., и в 1603 г. его жена Стефанида дала по его душе вклад Троице-Сергиеву монастырю. Известно, что благодаря своим связям, он сумел породниться с верхушкой московского боярства и его дочь вышла замуж за Ивана Петровича Шереметева, который в 1610 г. получил в качестве приданого кроме Бузаева и соседнюю деревню Уборы.
С тех пор долгое время история Бузаева самым тесным образом переплетается с историей рода Шереметевых. Описание 1627 г. упоминает деревню, которая сильно пострадала в Смутное время, в вотчине Ивана Петровича Шереметева. Церковь отмечена обвалившейся и ветхой. Более она не возобновлялась, ибо вотчинник переводит церковный притч в Уборы. О существовании храма долгое время напоминало лишь только старое кладбище.
По данным 1680 г. деревня находилась во владении боярина Петра Васильевича Шереметева, а по «Экономическим примечаниям» 1800 г. — в нераздельном владении Натальи и Николая Владимировича Шереметевых и графа Федора Григорьевича Орлова. Тогда в ней было 20 дворов, где проживало 64 мужчины и 61 женщина.
Сведения 1852 г. зафиксировали в Бузаеве 18 дворов, 77 душ мужского и 81 женского пола. Деревня принадлежала генеральше Софье Сергеевне Бибиковой и Варваре Петровне Шереметевой. По материалам 1890 г. здесь отмечено 206 жителей.
В дальнейшем история деревни особо примечательным ничем не выделялась. Перепись 1926 г. застает здесь 35 крестьянских хозяйств, 57 мужчин и 103 женщины. Через шесть десятилетий, по данным переписи 1989 г., в Бузаеве значилось 21 хозяйство и 31 человек постоянного населения.

## Население
| 2002 | 2006 | 2010 |
| ---- | ---- | ---- |
| 39   | →39  | ↗120 |